# Vinzenz Deycks

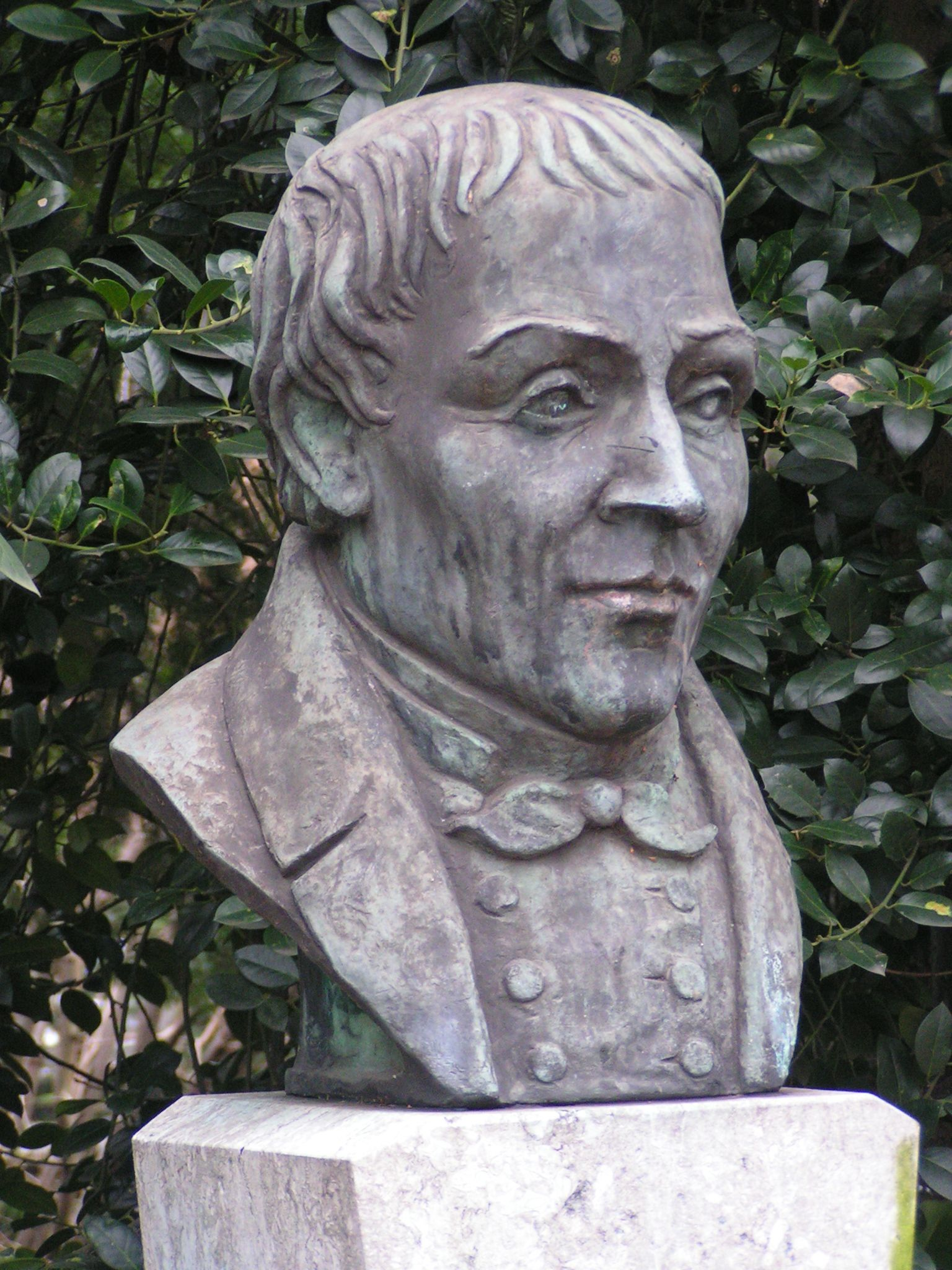
Büste von Vinzenz Joseph Deycks am Fürstenbergplatz in Opladen

Vinzenz Joseph Deycks (* 30. November 1768 in Solingen; † 12. Januar 1850 in Opladen) war ein deutscher Advokat und Notar.

## Leben
Vinzenz Joseph Deycks war mit Helena Stoffens verheiratet. Ab 1782 war er als Advokat beim Hauptgericht zu Düsseldorf tätig. Im Jahr 1793 wurde er Justizrat beim Gericht des Amtes Miselohe. Später spielte er als Advokat und Notar eine größere Rolle für Opladen. Er war als Rechtsexperte weithin bekannt und gefragt. Von 1811 bis 1815 war er Bürgermeister von Opladen. In dieser Funktion gelang es ihm, für gerechtere Verteilung von Steuern und Kriegsabgaben zu sorgen. Außerdem konnte er Plünderungen und größere Schäden durch ausländische Truppen von Opladen abhalten. Nach dem Wiener Kongress gab er 1815 dieses Amt wieder auf.
Sein Hobby war der Obstbau, der – ausgehend von Klostergärten – in der „Bergischen Obstkammer“ um Opladen seit dem Mittelalter betrieben wird. Deycks förderte dessen Verbreitung und Weiterentwicklung. Er untersuchte das Wechselspiel zwischen Klima, Boden und dem Gedeihen einzelner Sorten. 1797 legte er nahe der Mündung des Wiembachs in die Wupper einen Mustergarten an, aus dem er weite Teile des Niederrheins und Westfalens mit Edelreisern und Jungbäumen belieferte.

## Auszeichnungen
- Die ehemals selbständige Stadt Opladen ehrte ihn 1957 mit einer von einem Burscheider Bürger gestifteten Büste als Denkmal am Fürstenbergplatz.
- Die Stadt Leverkusen widmete ihm die Rat-Deycks-Straße in Opladen.
- 2004 wurde die ehemalige Fröbelschule nach ihm als Rat-Deycks-Schule benannt.[3]